# Kelly Kapoor
Kelly Rajanigandha Kapoor é uma personagem fictícia da série de televisão estadunidense The Office, retratada por Mindy Kaling. Ela é a representante do atendimento ao cliente na filial da Dunder Mifflin em Scranton, das temporadas 1 a 8. Kelly deixa a filial de Scranton no início da nona temporada para se casar e se mudar para Ohio.

## Interpretação
A personagem foi concebida após o piloto; ela aparece pela primeira vez no segundo episódio, "Diversity Day", no qual dá um tapa em Michael Scott (interpretado por Steve Carell) depois dele irritá-la falando com um sotaque indiano estereotipado. A intérprete Mindy Kaling, que atuou também como roteirista do programa, revelou que a concepção de sua personagem foi uma decisão de última hora do co-criador Greg Daniels. "[No roteiro], eles precisavam de uma minoria para dar um tapa em [Michael], e [Greg] me escolheu", acrescentando ainda, que "Greg queria uma personagem tímida sobre a qual você não sabia muito, exceto que ela era étnica".
Inicialmente apresentada como uma funcionária quieta e bem-educado, Kelly foi reescrita e ampliada na segunda temporada, com a personagem sendo retratada como loquaz e adolescente. Em uma entrevista de 2007 para The A.V. Club, Kaling falou sobre a mudança na personalidade, afirmando: "[A] primeira temporada parece tão diferente de como ela é agora – a maneira como ela se veste e tudo mais". Ela creditou o episódio "Valentine's Day" da 2ª temporada por ajudá-la a entender melhor Kelly: "Ela tinha uma página e meia de diálogo sobre o que aconteceu com ela no dia anterior, eu realmente senti que tinha uma ideia do que Kelly se tratava". A nova característica da personagem recebeu críticas positivas; Dhalia Lithwick, editora da revista Slate, creditou o papel como uma das razões para esperar o retorno do programa no outono de 2007.
Kaling saiu do elenco após a oitava temporada para trabalhar em The Mindy Project, que ela criou e estrelou como personagem principal. Como resultado, não aparece regularmente na nona temporada; possui apenas uma participação especial na estreia da temporada e no final da série.